# Endasys mucronatus
Endasys mucronatus är en stekelart som först beskrevs av Léon Abel Provancher 1879.  Endasys mucronatus ingår i släktet Endasys och familjen brokparasitsteklar. Inga underarter finns listade i Catalogue of Life.